# (30945) 1994 GW9
1994 جي دابليو 9 (ويعرف أيضًا باسم (30945) 1994 جي دابليو 9 وفق تسمية الكوكب الصغير) (بالإنجليزية: 1994 GW9)‏ هو كويكب ضمن حزام الكويكبات؛ وترتيبه 30945 من حيث الاكتشاف.
اكتُشف هذا الجُرم الفلكي بواسطة باميلا إم كيلمارتن في 14 أبريل 1994.

## وصلات خارجية
- (30945) 1994 GW9 في قاعدة بيانات مختبر الدفع النفاث لأجرام النظام الشمسي الصغيرة

- الاكتشاف · مخطط المدار ·  العناصر المدارية · المعلمات المادية

- (30945) 1994 GW9 على موقع ويكي سكاي: DSS2, SDSS, GALEX, IRAS, Hydrogen α, X-Ray, Astrophoto, Sky Map, Articles and images